# Mamadou Fofana
Mamadou Fofana (sinh 21 tháng 1 năm 1998), hay Nojo, là một cầu thủ bóng đá Mali thi đấu ở vị trí hậu vệ cho câu lạc bộ Thổ Nhĩ Kỳ Alanyaspor ở Süper Lig.

## Sự nghiệp chuyên nghiệp
Fofana chuyển đến Alanyaspor năm 2016, gia nhập từ học viện Stade Malien. Fofana ra mắt chuyên nghiệp cho Alanyaspor trong trận thua 2–3 tại Süper Lig trước Çaykur Rizespor ngày 14 tháng 1 năm 2017.

## Sự nghiệp quốc tế
Fofana đại diện Mali thi đấu quốc tế, đại diện cho U-17 Mali tham gia Giải vô địch bóng đá U-17 thế giới 2015, và U-20 Mali tham dự Giải vô địch bóng đá U-20 châu Phi 2017.
Fofana ra mắt cho đội tuyển quốc gia trong trận đấu ở Vòng loại Giải vô địch bóng đá thế giới 2018 trước Bờ Biển Ngà ngày 6 tháng 10 năm 2017.

### Quốc tế
Tính đến ngày 6 tháng 1 năm 2024
| Mali      |      |     |
| Năm       | Trận | Bàn |
| 2017      | 2    | 0   |
| 2018      | 5    | 1   |
| 2019      | 11   | 0   |
| 2020      | 1    | 0   |
| 2021      | 3    | 0   |
| 2022      | 2    | 0   |
| 2023      | 10   | 0   |
| 2024      | 1    | 0   |
| Tổng cộng | 35   | 1   |

### Bàn thắng quốc tế
Bàn thắng và kết quả của Mali được để trước.
| #  | Ngày                 | Địa điểm                                                  | Đối thủ | Bàn thắng | Kết quả | Giải đấu           |
| -- | -------------------- | --------------------------------------------------------- | ------- | --------- | ------- | ------------------ |
| 1. | 16 tháng 10 năm 2018 | Sân vận động Hoàng tử Louis Rwagasore, Bujumbura, Burundi | Burundi | 1–1       | 1–1     | Vòng loại CAN 2019 |